# Commissie voor zaken van overzeese landgenoten
De commissie voor zaken van overzeese landgenoten is een uitvoerende yuan in de overheid van Republiek China (Taiwan) en bestaat sinds 1926, toen het Chinese vasteland nog Republiek China heette. Het is een van de twee met minister als voorzitteroptredende commissies.
De commissie houdt zich bezig met de uitwisseling van cultuur, educatie, economie en informatie tussen Republiek China (Taiwan) en overzeese Chinezen. Door de verandering van het politiek landschap in Taiwan en de lokalisatie van Taiwan (Taiwanisering) houdt de organisatie zich nu behalve bezig met Standaardmandarijn, ook bezig met Taiwanees, Hakkanees en andere Taiwanese culturele expressies.
Elk jaar organiseert de commissie een zomerkamp van drie weken in Taiwan voor overzeese Chinezen. De deelnemers hoeven alleen de vliegticket te betalen en leren in Taiwan het Standaardmandarijn en de Chinese cultuur kennen.
In 2006 werd de Engelse naam "Overseas Chinese Affairs Commission" veranderd in "Overseas Compatriot Affairs Commission" om het niet te verwarren met Volksrepubliek China. Dit was een van de ideeën van president Chen Shui-Bian. Tegenstanders van hem noemen het nog steeds "Overseas Chinese Affairs Commission".

## Lijst van ministers
- Chen Shu-Ren/陳樹人 (1932-1947)
- Liu Wei-Liu/劉維熾 (1947-1948)
- Dai Kui-Sheng/戴愧生 (1948-1950)
- George Yeh Kung-Chao/葉公超 (1950-1952)
- Cheng Yan-Fen/鄭彥棻 (1952-1958)
- Chen Ching-Wen/陳清文 (1958-1960)
- Chou Shu-K'ai/周書楷 (1960-1962)
- Kao Hsin/高信　(1962-1972)
- Mao Song-Nien/毛松年 (1972-1984)
- Cheng Kuang-Shun/曾廣順 (1984-1993)
- Chiang Hsiao-Yan/蔣孝嚴 (1993-1996)
- Chu Ch'i-Ying/祝基瀅 (1996-1998)
- Ch'iao Ren-He/焦仁和 (1998-2000)
- Chang Fu-Mei/張富美 (2000-2008)
- Wu Ing-I/吳英毅 (2008-2013)
- Chen Shyh-kwei/陳士魁 (2013-2016)
- Wu Hsin-hsing/吳新興 (2016-2020)
- Tung Chen-yuan/童振源 (2020-heden)